# Förlossningsavdelning

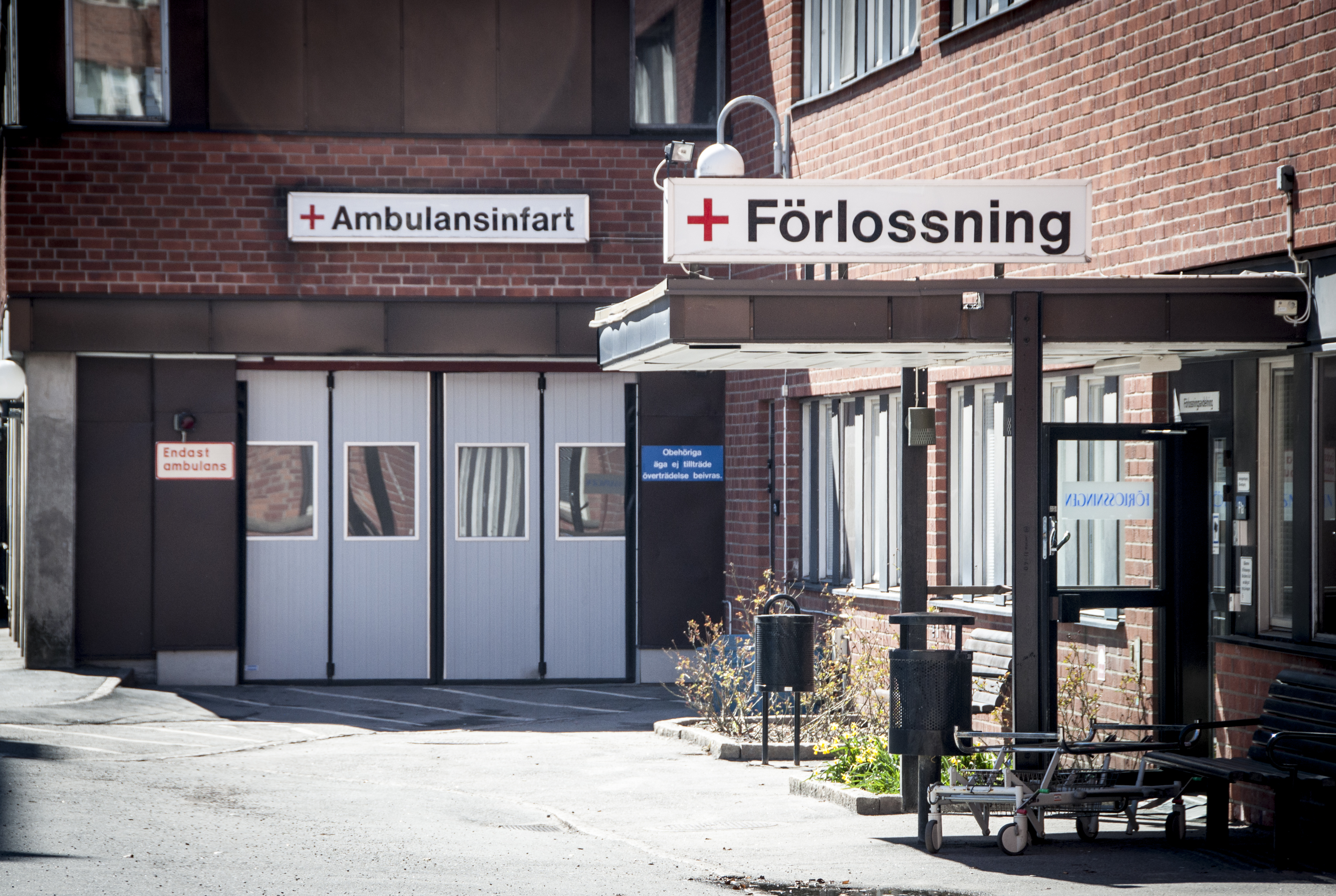
Entré till Karolinska universitetssjukhusets förlossningsavdelning i Solna.

Förlossningsavdelning, BB-avdelning (av barnbördsavdelning), eller bara BB, är den avdelning på ett sjukhus där förlossningar sker. 
Förkortningen BB kommer från begreppet barnsbörd (begrepp för barnafödsel: förlossning och barnsäng, etc), vilken användes som prefix på de första allmänna kvinnoklinikerna för barnafödsel och graviditet: barnbördshus (självständig förlossningsanstalt) och barnbördsavdelning (avdelning i större anläggning).

## Historia

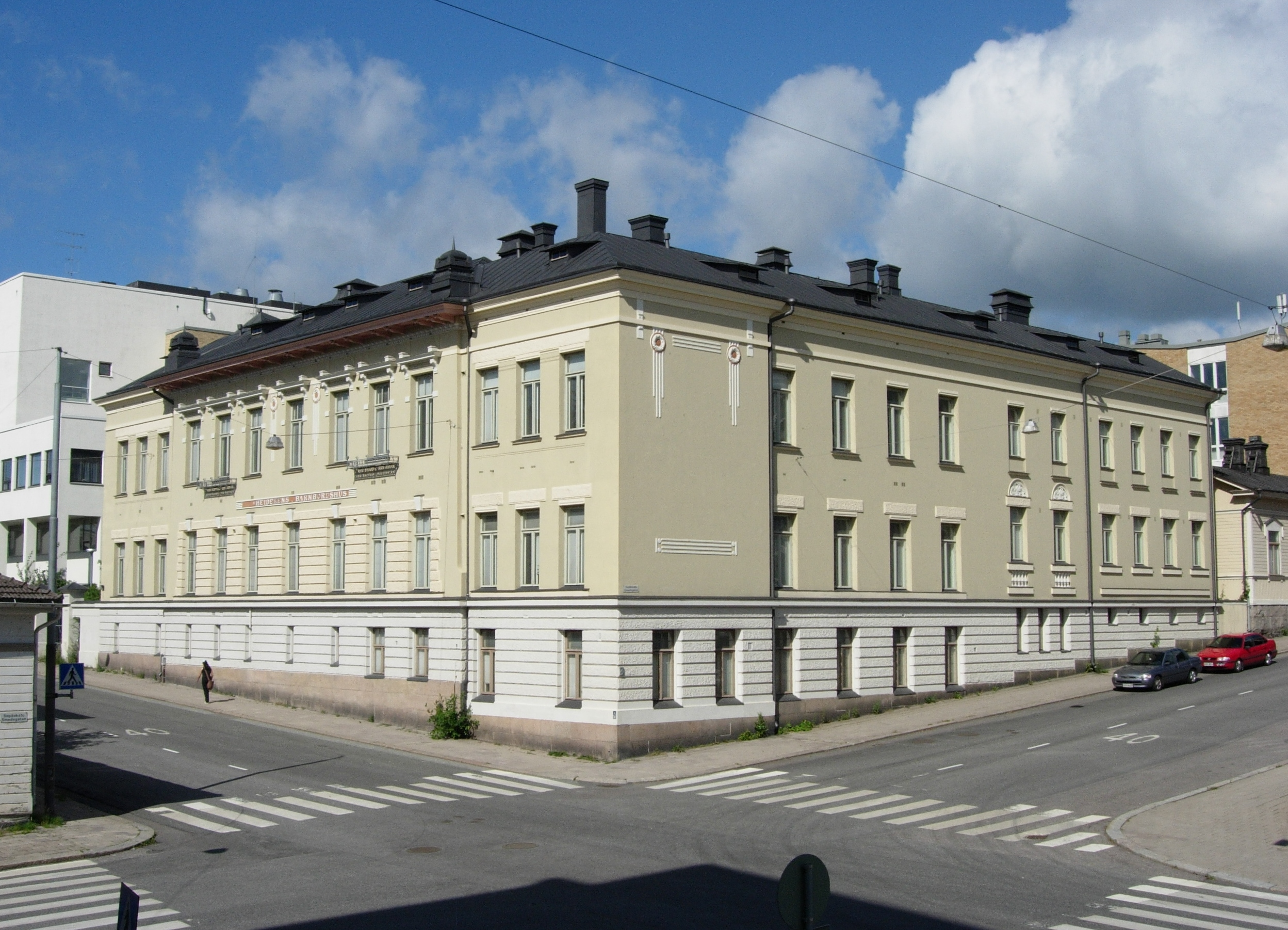
Heideken i Åbo, barnbördshus 1890 till 1995, då centralsjukhusets förlossningsavdelning tog över.

Det första barnbördshuset torde ha varit Hotel Dieu i Paris.
Barnbördshus (BB) är en äldre benämning på de första kvinnoklinikerna i Sverige.
I Sverige var de första barnbördshusen Pro Patria i Stockholm grundat 1774, Allmänna Barnbördshuset grundat 1775 och Barnbördshuset i Lund grundat 1823. I Göteborg grundades en barnbördsavdelning vid sjukhuset 1782.
Under mitten av 1900-talet började sjukhusen i Lund, Stockholm och Uppsala användas för undervisning av barnmorskor och läkare, och kopplades ofta till avdelningar för kvinnosjukdomar, och kom därför att benämnas kvinnokliniker.
Centraliserade kvinnokliniker kom därefter under andra hälften av 1900-talet att ersätta barnbördshusen.
Termen BB används idag främst för avdelningar där mammorna och barnen vistas sin första tid efter födseln.